# Чуй
Чуй (китайски:錘) е китайско ръкопашно оръжие, което се състои от голямо метално кълбо на края на средно дълга дръжка.
Традиционно се използва с груба сила, защото се изисква значително усилие за повдигането на такава тежест. Поради това оръжието не се използва често от кунг-фу ентусиасти, а понякога може да се срещне с куха сфера, което, естествено, значително намалява неговото тегло.